# Basílica de Santa María de la Asunción (Marietta)
La Basílica de Santa María de la Asunción (en inglés: Basilica of St. Mary of the Assumption) Es una Basílica Menor de la Iglesia Católica ubicada en Marietta, Ohio, Estados Unidos. Es también una iglesia parroquial de la diócesis de Steubenville.
La primera Misa celebrada en lo que ahora es Marietta fue celebrada por el Rev. Joseph de Bonnecamp, S.J. Quien fue el capellán de una expedición francesa desde Quebec. La Misa se celebró en la confluencia de los ríos Muskingum y Ohio. Había pocos católicos en los primeros años de la ciudad.
La propiedad de la iglesia actual fue adquirida en 1900 después de que la parroquia de 1.000 miembros determinó que necesitaba trasladarse a un terreno más alto. La iglesia fue consagrada por el obispo Hartley el 12 de diciembre de 1909. Los vitrales fueron creadas en Múnich, Alemania.